# Lungometraggi Pixar
Quella che segue è la lista in ordine cronologico di distribuzione di tutti i lungometraggi d'animazione prodotti dall'universo condiviso Pixar Animation Studios. La lista riporta i realizzatori principali di ogni film, i principali premi vinti (Oscar, Golden Globes e Annie Awards), la risposta critica e l'incasso realizzato in patria, nel mondo e in Italia.

## Film distribuiti
| #  | Titolo italiano                                       | Titolo originale    | Casa di distribuzione | Anno | Regia                                        | Sceneggiatura                                                                    | Produttori                                   | Colonna sonora                           |
| -- | ----------------------------------------------------- | ------------------- | --------------------- | ---- | -------------------------------------------- | -------------------------------------------------------------------------------- | -------------------------------------------- | ---------------------------------------- |
| 1  | Toy Story - Il mondo dei giocattoli                   | Toy Story           | Walt Disney Pictures  | 1995 | John Lasseter                                | Joss Whedon, Andrew Stanton, Joel Cohen e Alec Sokolow                           | Bonnie Arnold, Ralph Guggenheim e Steve Jobs | Randy Newman                             |
| 2  | A Bug's Life - Megaminimondo                          | A Bug's Life        | Walt Disney Pictures  | 1998 | John Lasseter e Andrew Stanton               | Andrew Stanton, Donald McEnery e Bob Shaw                                        | Darla K. Anderson e Kevin Reher              | Randy Newman                             |
| 3  | Toy Story 2 - Woody e Buzz alla riscossa              | Toy Story 2         | Walt Disney Pictures  | 1999 | John Lasseter, Lee Unkrich e Ash Brannon     | Andrew Stanton, Rita Hsiao, Doug Chamberlain e Chris Webb                        | Karen Robert Jackson e Hélène Plotkin        | Randy Newman                             |
| 4  | Monsters & Co.                                        | Monsters, Inc.      | Walt Disney Pictures  | 2001 | Pete Docter, David Silverman e Lee Unkrich   | Andrew Stanton e Daniel Gerson                                                   | Darla K. Anderson                            | Randy Newman                             |
| 5  | Alla ricerca di Nemo                                  | Finding Nemo        | Walt Disney Pictures  | 2003 | Andrew Stanton e Lee Unkrich                 | Andrew Stanton, Bob Peterson e David Raynolds                                    | Graham Walters                               | Thomas Newman                            |
| 6  | Gli Incredibili - Una "normale" famiglia di supereroi | The Incredibles     | Walt Disney Pictures  | 2004 | Brad Bird                                    | Brad Bird                                                                        | John Walker                                  | Michael Giacchino                        |
| 7  | Cars - Motori ruggenti                                | Cars                | Walt Disney Pictures  | 2006 | John Lasseter e Joe Ranft                    | John Lasseter, Joe Ranft, Dan Fogelman, Kiel Murray, Phil Lorin e Jorgen Klubien | Darla K. Anderson                            | Randy Newman                             |
| 8  | Ratatouille                                           | Ratatouille         | Walt Disney Pictures  | 2007 | Brad Bird e Jan Pinkava                      | Brad Bird                                                                        | Brad Lewis                                   | Michael Giacchino                        |
| 9  | WALL•E                                                | WALL•E              | Walt Disney Pictures  | 2008 | Andrew Stanton                               | Andrew Stanton e Jim Reardon                                                     | Jim Morris                                   | Thomas Newman                            |
| 10 | Up                                                    | Up                  | Walt Disney Pictures  | 2009 | Pete Docter e Bob Peterson                   | Pete Docter e Bob Peterson                                                       | Jonas Rivera                                 | Michael Giacchino                        |
| 11 | Toy Story 3 - La grande fuga                          | Toy Story 3         | Walt Disney Pictures  | 2010 | Lee Unkrich                                  | Michael Arndt                                                                    | Darla K. Anderson e John Lasseter            | Randy Newman                             |
| 12 | Cars 2                                                | Cars 2              | Walt Disney Pictures  | 2011 | Brad Lewis e John Lasseter                   | Ben Queen                                                                        | John Lasseter                                | Michael Giacchino                        |
| 13 | Ribelle - The Brave                                   | Brave               | Walt Disney Pictures  | 2012 | Mark Andrews, Brenda Chapman e Steve Purcell | Brenda Chapman, Mark Andrews, Steve Purcell e Irene Mecchi                       | Katherine Sarafian e John Lasseter           | Patrick Doyle                            |
| 14 | Monsters University                                   | Monsters University | Walt Disney Pictures  | 2013 | Dan Scanlon                                  | Daniel Gerson, Robert L. Baird e Dan Scanlon                                     | Kori Rae                                     | Randy Newman                             |
| 15 | Inside Out                                            | Inside Out          | Walt Disney Pictures  | 2015 | Pete Docter e Ronnie del Carmen              | Pete Docter, Meg LeFauve e Josh Cooley                                           | Jonas Rivera                                 | Michael Giacchino                        |
| 16 | Il viaggio di Arlo                                    | The Good Dinosaur   | Walt Disney Pictures  | 2015 | Peter Sohn                                   | Meg Lefauve                                                                      | Denise Ream e John Lasseter                  | Mychael Danna                            |
| 17 | Alla ricerca di Dory                                  | Finding Dory        | Walt Disney Pictures  | 2016 | Andrew Stanton e Angus MacLane               | Andrew Stanton e Victoria Strouse                                                | Lindsey Collins                              | Thomas Newman                            |
| 18 | Cars 3                                                | Cars 3              | Walt Disney Pictures  | 2017 | Brian Fee                                    | Robert L. Baird e Dan Gerson                                                     | Kevin Reher                                  | Randy Newman                             |
| 19 | Coco                                                  | Coco                | Walt Disney Pictures  | 2017 | Lee Unkrich e Adrian Molina                  | Adrian Molina                                                                    | Darla K. Anderson                            | Michael Giacchino                        |
| 20 | Gli Incredibili 2                                     | Incredibles 2       | Walt Disney Pictures  | 2018 | Brad Bird                                    | Brad Bird                                                                        | John Walker, Nicola Paradis Grindle          | Michael Giacchino                        |
| 21 | Toy Story 4                                           | Toy Story 4         | Walt Disney Pictures  | 2019 | Josh Cooley                                  | Stephany Folsom e Andrew Stanton                                                 | Jonas Rivera e Mark Nielsen                  | Randy Newman                             |
| 22 | Onward - Oltre la magia                               | Onward              | Walt Disney Pictures  | 2020 | Dan Scanlon                                  | Dan Scanlon e C. S. Anderson                                                     | Kori Rae                                     | Mychael e Jeff Danna                     |
| 23 | Soul                                                  | Soul                | Walt Disney Pictures  | 2020 | Pete Docter e Kemp Powers                    | Pete Docter, Mike Jones, Kemp Powers                                             | Dana Murray                                  | Trent Reznor, Atticus Ross e Jon Batiste |
| 24 | Luca                                                  | Luca                | Walt Disney Pictures  | 2021 | Enrico Casarosa                              | Mike Jones, Jesse Andrews                                                        | Andrea Warren                                | Dan Romer                                |
| 25 | Red                                                   | Turning Red         | Walt Disney Pictures  | 2022 | Domee Shi                                    | Domee Shi                                                                        | Lindsay Collins e Pete Docter                | Ludwig Göransson                         |
| 26 | Lightyear - La vera storia di Buzz                    | Lightyear           | Walt Disney Pictures  | 2022 | Angus MacLane                                | Jason Headley, Matthew Aldrich, Angus MacLane                                    | Galyn Susman                                 | Michael Giacchino                        |
| 27 | Elemental                                             | Elemental           | Walt Disney Pictures  | 2023 | Peter Sohn                                   | John Hoberg, Brenda Hsueh, Kat Likkel & Sohn                                     | Denise Ream                                  | Thomas Newman                            |
| 28 | Inside Out 2                                          | Inside Out 2        | Walt Disney Pictures  | 2024 | Kelsey Mann                                  | Meg LeFauve                                                                      | Mark Nielsen                                 | Andrea Datzman                           |
| 29 | Elio                                                  | Elio                | Walt Disney Pictures  | 2025 | Domee Shi, Madeline Sharafian                | Adrian Molina                                                                    | Mary Alice Drumm                             | Rob Simonsen                             |

## Documentari
| # | Titolo italiano | Titolo originale | Anno | Regia         | Sceneggiatura               | Produttori                   |
| - | --------------- | ---------------- | ---- | ------------- | --------------------------- | ---------------------------- |
| 1 | The Pixar Story | The Pixar Story  | 2007 | Leslie Iwerks | Leslie Iwerks, Jeff Vincent | Leslie Iwerks, Steven Argula |

## Direct-to-video
| # | Titolo italiano                                | Titolo originale                                     | Anno | Regia      | Sceneggiatura                                       |
| - | ---------------------------------------------- | ---------------------------------------------------- | ---- | ---------- | --------------------------------------------------- |
| 1 | Buzz Lightyear da Comando Stellare - Si parte! | Buzz Lightyear of Star Command: The Adventure Begins | 2000 | Tad Stones | Mark McCorkle, Robert Schooley, Bill Motz, Bob Roth |

Nota: Dal 2009, con l'uscita del film Up, la Pixar ha cominciato a realizzare anche le versioni per proiezione tridimensionale Disney Digital 3-D di tutti i suoi film; inoltre ha riproposto in questo nuovo formato digitale anche i vecchi Toy Story (dal 2 ottobre 2009), Toy Story 2 (dal 12 febbraio 2010), Monsters & Co. e Alla ricerca di Nemo.
Nel 2020, 2021 e 2022 tre film Pixar (Soul, Luca e Red) sono stati distribuiti direct-to-video sulla piattaforma streaming Disney+, ma essendo stati originariamente pensati per la sala e poi passati allo streaming a causa delle restrizioni per la pandemia di Covid, non rientrano nella lista di effettivi lungometraggi direct-to-video e nel 2024 tre film Pixar sono stati distribuiti nei cinema aspettando l'uscita di Inside Out 2.

## Accoglienza

### Incassi
Nella seguente tabella, per gli incassi globali si tiene conto anche degli introiti dovuti alle riedizioni per le proiezioni tridimensionali Disney Digital 3-D, mentre per gli incassi USA vengono riportati i ricavati relativi alla stagione di proiezione standard, senza contare le varie riedizioni.
| Film                                                  | Uscita USA | Incassi ($)   | Incassi ($)    | Incassi ($)    | Budget ($)    | Fonte         |
| Film                                                  | Uscita USA | USA e Canada  | Internazionale | Mondiale       | Budget ($)    | Fonte         |
| ----------------------------------------------------- | ---------- | ------------- | -------------- | -------------- | ------------- | ------------- |
| Toy Story - Il mondo dei giocattoli                   | 1995       | 192 523 233   | 172 747 718    | 365 270 951    | 30 000 000    | [ 2 ]         |
| A Bug's Life - Megaminimondo                          | 1998       | 162 798 565   | 200 460 294    | 363 258 859    | 120 000 000   | [ 3 ]         |
| Toy Story 2 - Woody e Buzz alla riscossa              | 1999       | 245 852 179   | 265 506 097    | 511 358 276    | 90 000 000    | [ 4 ]         |
| Monsters & Co.                                        | 2001       | 289 916 256   | 342 400 393    | 632 316 649    | 115 000 000   | [ 5 ]         |
| Alla ricerca di Nemo                                  | 2003       | 339 714 978   | 531 300 000    | 871 014 978    | 94 000 000    | [ 6 ]         |
| Gli Incredibili - Una "normale" famiglia di supereroi | 2004       | 261 441 092   | 370 165 621    | 631 606 713    | 92 000 000    | [ 7 ]         |
| Cars - Motori ruggenti                                | 2006       | 244 082 982   | 217 900 167    | 461 983 149    | 120 000 000   | [ 8 ]         |
| Ratatouille                                           | 2007       | 206 445 654   | 417 280 431    | 623 726 085    | 150 000 000   | [ 9 ]         |
| WALL•E                                                | 2008       | 223 808 164   | 297 503 696    | 521 311 860    | 180 000 000   | [ 10 ]        |
| Up                                                    | 2009       | 293 004 164   | 442 094 918    | 735 099 082    | 175 000 000   | [ 11 ]        |
| Toy Story 3 - La grande fuga                          | 2010       | 415 004 880   | 651 964 823    | 1 066 969 703  | 200 000 000   | [ 12 ]        |
| Cars 2                                                | 2011       | 191 452 396   | 368 400 000    | 559 852 396    | 200 000 000   | [ 13 ]        |
| Ribelle - The Brave                                   | 2012       | 237 283 207   | 301 700 000    | 538 983 207    | 185 000 000   | [ 14 ]        |
| Monsters University                                   | 2013       | 268 492 764   | 475 066 843    | 743 559 607    | 200 000 000   | [ 15 ]        |
| Inside Out                                            | 2015       | 356 461 711   | 501 149 463    | 857 611 174    | 175 000 000   | [ 16 ]        |
| Il viaggio di Arlo                                    | 2015       | 123 087 120   | 209 120 551    | 332 207 671    | 175 000 000   | [ 17 ] [ 18 ] |
| Alla ricerca di Dory                                  | 2016       | 486 295 561   | 542 275 328    | 1 028 570 889  | 200 000 000   | [ 19 ]        |
| Cars 3                                                | 2017       | 152 901 115   | 231 029 541    | 383 930 656    | 175 000 000   | [ 20 ]        |
| Coco                                                  | 2017       | 209 726 015   | 597 356 181    | 807 082 196    | 175 000 000   | [ 21 ] [ 22 ] |
| Gli Incredibili 2                                     | 2018       | 608 581 744   | 634 223 615    | 1 242 805 359  | 200 000 000   | [ 23 ] [ 24 ] |
| Toy Story 4                                           | 2019       | 434 038 008   | 639 356 585    | 1 073 394 593  | 200 000 000   | [ 25 ]        |
| Onward - Oltre la magia                               | 2020       | 61 555 145    | 80 394 976     | 141 950 121    | 200 000 000   | [ 26 ]        |
| Soul                                                  | 2020       | 946 154       | 121 031 357    | 121 977 511    | 150 000 000   | [ 27 ] [ 28 ] |
| Luca                                                  | 2021       | 1 324 302     | 49 788 012     | 51 112 314     | 175 000 000   | [ 27 ] [ 29 ] |
| Red                                                   | 2022       | 1 399 001     | 20 414 357     | 21 813 358     | 175 000 000   | [ 27 ] [ 30 ] |
| Lightyear - La vera storia di Buzz                    | 2022       | 118 307 188   | 108 118 232    | 226 425 420    | 200 000 000   | [ 31 ]        |
| Elemental                                             | 2023       | 154 426 697   | 341 062 293    | 495 488 990    | 200 000 000   | [ 32 ]        |
| Inside Out 2                                          | 2024       | 607 606 731   | 861 800 000    | 1 527 406 731  | 200 000 000   | [ 33 ]        |
| Elio                                                  | 2025       | 41.956.358    | 30.100.000     | 72.056.358     | 300 000 000   | [ 34 ]        |
| Totale                                                | Totale     | 6.907.410.201 | 10.007.590.612 | 16.915.000.813 | 4 526 000 000 |               |

### Critica
| Anno | Titolo                                                | Rotten Tomatoes          | Metacritic |
| ---- | ----------------------------------------------------- | ------------------------ | ---------- |
| 1995 | Toy Story - Il mondo dei giocattoli                   | 100% (su 89 recensioni)  | 95/100     |
| 1998 | A Bug's Life - Megaminimondo                          | 92% (su 87 recensioni)   | 77/100     |
| 1999 | Toy Story 2 - Woody e Buzz alla riscossa              | 100% (su 168 recensioni) | 88/100     |
| 2001 | Monsters & Co.                                        | 96% (su 196 recensioni)  | 79/100     |
| 2003 | Alla ricerca di Nemo                                  | 99% (su 265 recensioni)  | 90/100     |
| 2004 | Gli Incredibili - Una "normale" famiglia di supereroi | 97% (su 247 recensioni)  | 90/100     |
| 2006 | Cars - Motori ruggenti                                | 74% (su 202 recensioni)  | 73/100     |
| 2007 | Ratatouille                                           | 96% (su 250 recensioni)  | 96/100     |
| 2008 | WALL•E                                                | 95% (su 257 recensioni)  | 95/100     |
| 2009 | Up                                                    | 98% (su 295 recensioni)  | 88/100     |
| 2010 | Toy Story 3 - La grande fuga                          | 98% (su 305 recensioni)  | 92/100     |
| 2011 | Cars 2                                                | 39% (su 219 recensioni)  | 57/100     |
| 2012 | Ribelle - The Brave                                   | 78% (su 254 recensioni)  | 69/100     |
| 2013 | Monsters University                                   | 81% (su 201 recensioni)  | 65/100     |
| 2015 | Inside Out                                            | 98% (su 365 recensioni)  | 94/100     |
| 2015 | Il viaggio di Arlo                                    | 76% (su 214 recensioni)  | 66/100     |
| 2016 | Alla ricerca di Dory                                  | 94% (su 328 recensioni)  | 77/100     |
| 2017 | Cars 3                                                | 69% (su 227 recensioni)  | 59/100     |
| 2017 | Coco                                                  | 97% (su 345 recensioni)  | 81/100     |
| 2018 | Gli Incredibili 2                                     | 93% (su 373 recensioni)  | 80/100     |
| 2019 | Toy Story 4                                           | 97% (su 429 recensioni)  | 84/100     |
| 2020 | Onward - Oltre la magia                               | 88% (su 324 recensioni)  | 61/100     |
| 2020 | Soul                                                  | 95% (su 226 recensioni)  | 83/100     |
| 2021 | Luca                                                  | 91% (su 180 recensioni)  | 71/100     |
| 2022 | Red                                                   | 94% (su 248 recensioni)  | 83/100     |
| 2022 | Lightyear - La vera storia di Buzz                    | 74% (su 319 recensioni)  | 60/100     |
| 2023 | Elemental                                             | 74% (su 256 recensioni)  | 58/100     |
| 2024 | Inside Out 2                                          | 91% (su 300 recensioni)  | 73/100     |
| 2025 | Elio                                                  | 83% (su 180 recensioni)  | 66/100     |

## Premi
| Titolo               | Edizione Oscar     | Candidatura        | Vittoria           | Edizione Golden Globe | Candidatura        | Vittoria           | Edizione Annie Award | Candidature | Premi |
| -------------------- | ------------------ | ------------------ | ------------------ | --------------------- | ------------------ | ------------------ | -------------------- | ----------- | ----- |
| Toy Story            | 1996               | 4                  | 1                  | 1996                  | 2                  | 0                  | 1996                 | 8           | 8     |
| A Bug's Life         | 1999               | 1                  | 0                  | 1999                  | 1                  | 0                  | 1999                 | 4           | 0     |
| Toy Story 2          | 2000               | 1                  | 0                  | 2000                  | 2                  | 1                  | 2000                 | 9           | 7     |
| Monsters & Co.       | 2002               | 4                  | 1                  | nessuna nomination    | nessuna nomination | nessuna nomination | 2002                 | 8           | 1     |
| Alla ricerca di Nemo | 2004               | 4                  | 1                  | 2004                  | 1                  | 0                  | 2004                 | 12          | 9     |
| Gli Incredibili      | 2005               | 4                  | 2                  | 2005                  | 1                  | 0                  | 2005                 | 16          | 10    |
| Cars                 | 2007               | 2                  | 0                  | 2007                  | 1                  | 1                  | 2007                 | 9           | 2     |
| Ratatouille          | 2008               | 5                  | 1                  | 2008                  | 1                  | 1                  | 2008                 | 13          | 9     |
| WALL•E               | 2009               | 6                  | 1                  | 2009                  | 2                  | 1                  | 2009                 | 7           | 0     |
| Up                   | 2010               | 5                  | 2                  | 2010                  | 2                  | 2                  | 2010                 | 8           | 2     |
| Toy Story 3          | 2011               | 5                  | 2                  | 2011                  | 1                  | 1                  | 2011                 | 3           | 0     |
| Cars 2               | nessuna nomination | nessuna nomination | nessuna nomination | 2012                  | 1                  | 0                  | 2012                 | 7           | 0     |
| Ribelle - The Brave  | 2013               | 1                  | 1                  | 2013                  | 1                  | 1                  | 2013                 | 8           | 2     |
| Monsters University  | nessuna nomination | nessuna nomination | nessuna nomination | nessuna nomination    | nessuna nomination | nessuna nomination | 2014                 | 10          | 2     |
| Inside Out           | 2016               | 2                  | 1                  | 2016                  | 1                  | 1                  | 2016                 | 14          | 10    |
| Il viaggio di Arlo   | nessuna nomination | nessuna nomination | nessuna nomination | 2016                  | 1                  | 0                  | 2016                 | 7           | 1     |
| Alla ricerca di Dory | nessuna nomination | nessuna nomination | nessuna nomination | nessuna nomination    | nessuna nomination | nessuna nomination | 2017                 | 1           | 0     |
| Cars 3               | nessuna nomination | nessuna nomination | nessuna nomination | nessuna nomination    | nessuna nomination | nessuna nomination | 2017                 | 2           | 0     |
| Coco                 | 2018               | 2                  | 2                  | 2018                  | 2                  | 1                  | 2018                 | 13          | 11    |
| Gli Incredibili 2    | 2019               | 1                  | 0                  | 2019                  | 1                  | 0                  | 2019                 | 11          | 2     |
| Toy Story 4          | 2020               | 2                  | 1                  | 2020                  | 1                  | 0                  | 2020                 | 6           | 0     |
| Onward               | 2021               | 1                  | 0                  | 2021                  | 1                  | 0                  | 2021                 | 7           | 0     |
| Soul                 | 2021               | 3                  | 2                  | 2021                  | 2                  | 2                  | 2021                 | 10          | 7     |
| Luca                 | 2022               | 1                  | 0                  | 2022                  | 1                  | 0                  | 2022                 | 8           | 0     |
| Red                  | 2023               | 1                  | 0                  | 2023                  | 1                  | 0                  | 2023                 | 7           | 0     |
| Lightyear            | nessuna nomination | nessuna nomination | nessuna nomination | nessuna nomination    | nessuna nomination | nessuna nomination | 2023                 | 2           | 0     |
| Elemental            | 2024               | 1                  | 0                  | 2024                  | 1                  | 0                  | 2024                 | 6           | 0     |
| Inside Out 2         | 2025               | 1                  | 0                  | 2025                  | 1                  | 0                  | 2025                 | 7           | 0     |